# Lenßen live – Die Recht-Sprech-Stunde
Lenßen live – Der Kultanwalt am Telefon  (Titel bis 2019 Len§en Live – Die Recht-Sprech-Stunde) ist eine Fernsehsendung des deutschen Fernsehsenders Sat.1 Gold, die sich der juristischen Lebensberatung widmet. Präsentiert wird die unregelmäßige Live-Sendung von Rechtsanwalt Ingo Lenßen. Das Format startete am 29. Oktober 2015.

## Umfang
Die erste Staffel der Sendung umfasste sieben Folgen und wurde von Oktober bis Dezember 2015 ausgestrahlt. Diese Staffel beinhaltete zusätzlich eine 15-Minuten-Ausgabe der Sendung, welche nach Ende der TV-Ausstrahlung auf der Homepage von Sat.1 Gold übertragen wurde. Von April bis Juni 2016 lief die ebenfalls sieben Folgen umfassende zweite Staffel. Die dritte Staffel lief von Februar 2017 bis 30. März 2017 und umfasste sechs Folgen. Eine 4. Staffel wurde in 7 Folgen vom 26. Oktober 2017 bis 7. Dezember 2017 gesendet. Die 5. Staffel zeigte Sat 1 Gold vom 17. Mai 2018 bis 14. Juni 2018 in 6 Folgen und die sechste Staffel in 5 Folgen vom 13. September 2018 bis 11. Oktober 2018. Eine 7. Staffel startet am 19. Juni 2019 mit Ausstrahlung einer Best-of-Folge aller Staffeln und die erste Live-Show am 26. Juni 2019 unter dem neuen Titel Lenßen live – Der Kultanwalt am Telefon. Mit Start der 7. Staffel wurde zudem das Studiodesign mit Backstein-Optik in Richtung Late-Night-Show angepasst. Eine 8. Staffel wurde am Ende der letzten Folge und via Twitter offiziell für 2020 angekündigt.

## Beteiligung
Die Fernsehzuschauer aus Deutschland können sich kostenlos über Telefon oder E-Mail für ein Live-Gespräch mit Ingo Lenßen anmelden.
Für alle regulären Beratungen hat Ingo Lenßen einen unbegrenzten Zeitraum, die Anliegen der Anrufer zu beantworten. In den sogenannten „Schnell-Rat-Runden“ gibt es Kurzberatungen, in denen Lenßen die Anrufer innerhalb von drei Minuten berät. In den ersten Staffeln der Sendung waren so genannte „Service-Inseln“ Teil der Show, in denen sich der Anwalt bestimmten Themen annahm. Ferner spricht Lenßen auch immer mal wieder aktuelle Fälle aus den Medien an. Diese werden seit der 3. Staffel zudem mittels Online-Votings auf Facebook und Twitter zur Diskussion gestellt, welche in der jeweils nächsten Live-Sendung besprochen werden.
Ingo Lenßen über die Sendung: „Ich verstehe mich als Anwalt für jedermann. Natürlich kann ich den Zuschauern im Zweifel nicht den Gang zum Rechtsanwalt ersparen, aber ich bin mir sicher, dass ich über juristische Themen informieren und vielen Menschen mit nützlichen Tipps und Tricks den Weg durch den Paragraphendschungel ebnen kann.“

## Rezeption
Die erste Sendung im Oktober 2015 wurde von 0,29 Millionen Zuschauern verfolgt. Das entsprach einem Marktanteil von 1,4 Prozent. Die neuesten Folgen der 7. Staffel im Jahr 2019 erzielten Top-Einschaltquoten für Sat.1 Gold – im Juli erreichte eine Episode der Live-Call-in-Show bis zu 1,8 Prozent Marktanteil bei der Zielgruppe der 14- bis 49-Jährigen.
Die zwölfte Ausgabe wurde von 0,32 Millionen Zuschauern gesehen und schaffte es in die Top-Trends von Twitter. Seitdem gelingt dem Format auf dem Spartensender regelmäßig der respektable Sprung in die deutschen Top-Trends mit rund 3.000 Tweets pro Folge unter dem Hashtag #Lenssen. Als Reaktion auf die große Zustimmung im Social Web werden die Zuschauer verstärkt in die Sendung eingebunden. So werden Tweets vorgelesen und Umfragen via Twitter und Facebook zu Rechtsfragen gestellt. Seit der 6. Staffel im Jahr 2018 ist Kevin Körber fester Sidekick bei Lenßen live. Körber präsentiert die Live-Reaktionen von Twitter auf die Geschichten der Anrufer und interagiert mit Ingo Lenßen in kurzen Dialogen zwischen den Anrufern. Seit der 6. Staffel gehören außerdem Schalten in die Redaktion zu jeder Ausgabe. Dort kommuniziert Ingo Lenßen mit seinem Redaktionsleiter Andi und den Redakteurinnen, die während der Sendung die Anrufe entgegennehmen.

## Episodenliste
| Nr. gesamt | Nr. Staffel | Datum      | Themen der Sendung |
| 1          | 1.01        | 29.10.2015 | Ex-Mann zahlt den Kindesunterhalt nicht, schlechte Internetbewertung eines Fitnessstudios, Miete nicht bezahlt – Fristlose Kündigung, Geld geliehen aber nicht zurückerhalten, Kinderlärm, Kuckuckskind – Erbschaftsberechtigt?, Rentenrückzahlung, Kündigung nach Krankschreibung, Scheidung ohne Wohnort und Geburtsdatum des Ehemannes, Erstattung der Reisekosten wegen illegaler Müllverbrennung, ärztliche Behandlung gegen seinen Willen |
| 2          | 1.02        | 05.11.2015 | |
| 3          | 1.03        | 11.11.2015 | |
| 4          | 1.04        | 12.11.2015 | |
| 5          | 1.05        | 18.11.2015 | |
| 6          | 1.06        | 25.11.2015 | Probleme mit der Brustverkleinerung |
| 7          | 1.07        | 02.12.2015 | |
| 8          | 2.01        | 27.04.2016 | |
| 9          | 2.02        | 04.05.2016 | Nachbar hat 18 sehr laute Hunde, Führerschein und MPU, Familienstreit eskaliert: 130 Euro Schadenersatz für Kinderspielzeug, Fitnessstudio: kein außerordentliches Kündigungsrecht bei Umzug, Führerschein und Anhänger, lange Wartezeiten beim Arzt, Gewährleistung beim Privatverkauf von Auto, Betrug bei Pferdekauf, versehentlich zu Hohes Gehalt in Arbeitsvertrag, Promillegrenzen im Straßenverkehr, Mann komm aus Haft frei – Exfrau verscherbelt Eigentum des Mannes, Antrag auf Brustverkleinerung von Krankenkasse abgelehnt, Unschuldig über rote Ampel gefahren, von verwilderter Katze gebissen – ärztlicher Behandlungsfehler, eigenhändiges Testament, Annäherungsverbot: Nachbar missbraucht 10-jährige Tochter, Schönheitsreparaturklausel, Nachbarn wollen Blumenkästen verbieten, Nachbarin schnipst brennende Zigarette auf Markise des Nachbarn – Loch, 20.000.000 DM Gewinn-Lottoschein versehentlich im Jahr 2000 verbrannt, Rente: 81-Jähriger auf Teneriffa verschwunden                                                     |
| 10         | 2.03        | 11.05.2016 | Stöhnen raubt Nachbarn den Schlaf, Waschmaschine ist explodiert, Grillen in einer Wohnung, Zahlung einer Schwarzfahrt aus dem Jahr 1994, Katzen nerven in der Nachbarschaft, Polizisten werden gewalttätig, Tattoo-Pfusch |
| 11         | 2.04        | 18.05.2016 | „Suff-Crash“ von Christian Kahrmann, Vater wirft Baby Senna vom Balkon – tot, Mann mit 5,5 Promille in Rudolstadt kontrolliert, ein blaues Auge für den Nachbar, Radio wird nachts zur Lärmbelästigung, Spielschulden der Ehefrau, die kalte Waschmaschine, Nachbarkatze futtert Fische, Hund springt aus dem dritten Stock – Tierhaltungsverbot, Partnervermittlung mit Bargeldzahlung, Werbeanrufe werden zur Qual |
| 12         | 2.05        | 25.05.2016 | Schmuck-Klau von Malu Dreyer, Nachbarskater futtert Hasen, Diebstahl wegen Nutella-Treuepunkten, Wasserschaden in der Wohnung, Führerscheinentzug wegen Alkohol, Nachbar raucht Gras und verursacht damit einen unangenehmen Geruch, Nachbars Pferde verursachen stinkenden Pferdemist, Unwetter in Deutschland, Ohne Führerschein gefahren während der Bewährungszeit, ein kostenloser Handyvertrag, Abo-Falle im Internet |
| 13         | 2.06        | 01.06.2016 | Tierquälerei und illegale Prostitution in der Nachbarschaft, Gratis-Aufschrift wörtlich genommen, Nachbarin überflutet Balkon, Geburtstagskerzen als Sprengstoff, Hitzefrei im Beruf, Trunkenheitsfahrt, Unwetter in Deutschland, Brandstiftung und Gewalt gegen Polizisten, Post verliert versichertes Paket, gefälschte Ware bei eBay, Strafzettel durch verschmiertes Verkehrsschild, Stalking durch den ehemaligen Freund |
| 14         | 2.07        | 08.06.2016 | |
| 15         | 3.01        | 23.02.2017 | |
| 16         | 3.02        | 02.03.2017 | Diebstahl einer Fußmatte, Recht am eigenen Sperma, Restaurantrecht, Oma steht seit 10 Jahren beim Bestatter in der Urne |
| 17         | 3.03        | 09.03.2017 | Cannabis auf Rezept, Hundekot auf Balkon, „Schrott-Töpfe“ beim Homeshopping-TV, Stalking-Opfer: Katze erschossen und in Psychiatrie gelandet, wegen „Dieses Haus muss brennen-Schild“, kein Dach mehr wegen Sturm „Egon“ – Hausverwaltung tut nichts, Abzocke bei Sexhotline, Nachbarschaftsstreit: Überwachungskamera auf Dauercampingplatz, Zollkontrolle mit Drogen-Hund trotz Hundehaar-Allergie, Lärm durch Nachbarn, Anspruch auf Urlaub trotz Arbeitslosigkeit, Schwerbehinderter will keinen Waffenschein beantragen, Transsexuelle*r möchte Vornamen ändern lassen und mit Nachnamen wie die Politikerin Petra Köpping heißen, Mietminderung notwendig – Nachbarn lüften seit Jahren die Wohnung nicht, Gemeinde will, dass Anwohner Gullydeckel sauber machen, Bekannter baut Unfall mit geliehenem Auto, eigenes Auto überfährt Rentnerin beim Eiskratzen, Eltern haften für ihre Kinder (nur wenn sie ihre Aufsichtspflicht verletzt haben), Mitschüler schicken Neonazi Telefonnummer von linker Mitschülerin, Kinder werfen Sand auf Auto |
| 18         | 3.04        | 16.03.2017 | Asche der Mutter soll Diamant werden, Dönerbude belästigt durch Lärm, Geruch und parkende Autos, Küchenuhr fällt von Wand und zerstört Ceranfeld, Großmutter zum Vaterschaftstest, Betrug und Schwarzfahren, Hund beißt Hund, Entziehung des Pflichtteils beim Erbe, Kindesunterhalt und Umgangsrecht, Kündigung wegen Eigenbedarf, Mieterin rutscht im nassen Treppenhaus aus, Parkplatz doppelt vermietet, über rote Ampel gefahren und geblitzt worden wegen Polizeieinsatz, Abzocke bei Partnervermittlung, Bankkarte gestohlen und Geld abgehoben, Koffer geht im Flugzeug kaputt, Jugendamt pfändet Enkel, Nachbarn mischen sich in Baupläne ein, 8-jähriger Sohn wird rassistisch in Schule beschimpft |
| 19         | 3.05        | 23.03.2017 | Freund will Sexanspruch durchsetzen, Sohn will Betreuer seiner Mutter werden, Finanzamt erklärt Rentnerin fälschlicherweise für tot – Tochter bricht Urlaub ab, Nachbar raucht ständig Shisha, Schreckschusspistole an Silvester im Laubengang abgefeuert – Polizei stellt Waffe sicher, Mühlen und Biber und Wasserrecht, Ringe der Mutter in Demenz-WG fahrlässig entsorgt, Straftäter will Jura studieren, gesunden Hund gekauft – kranken Hund bekommen, Scheidung, 5 Cent für Verpackung beim Bäcker, Patent auf Ingo Lenßens Bart, Salami-Bon vergessen – Diebstahl vorgeworfen, Vermieterin erteilt Gast Hausverbot, Blitzer und Bußgeldbescheid, Krankenkasse will Augenbrauen-Tattoo nicht übernehmen, Hammerschlags- und Leiterrecht, kein Arzt im Dorf – nur per Taxi zum Arzt möglich – Krankenkasse zahlt nicht, Eigentumsverhältnis bei zugelaufener Katze, Trinkgeld |
| 20         | 3.06        | 30.03.2017 | |
| 21         | 4.01        | 26.10.2017 | |
| 22         | 4.02        | 02.11.2017 | |
| 23         | 4.03        | 09.11.2017 | |
| 24         | 4.04        | 16.11.2017 | |
| 25         | 4.05        | 23.11.2017 | |
| 26         | 4.06        | 30.11.2017 | |
| 27         | 4.07        | 07.12.2017 | |
| 28         | 5.01        | 17.05.2018 | |
| 29         | 5.02        | 24.05.2018 | |
| 30         | 5.03        | 31.05.2018 | |
| 31         | 5.04        | 07.06.2018 | |
| 32         | 5.05        | 14.06.2018 | |
| 33         | 6.01        | 13.09.2018 | |
| 34         | 6.02        | 20.09.2018 | |
| 35         | 6.03        | 27.09.2018 | |
| 36         | 6.04        | 04.10.2018 | |
| 37         | 6.05        | 11.10.2018 | |
| 38         | 7.01        | 26.06.2019 | |
| 39         | 7.02        | 03.07.2019 | |
| 40         | 7.03        | 10.07.2019 | |
| 41         | 7.04        | 17.07.2019 | |
| 42         | 7.05        | 24.07.2019 | Strafverfahren: Ehemann (auf Bewährung wegen Betrug) hilft Ehefrau bei Prostitution, Amtsanmaßung wegen Blaulicht-Scherzartikel, Bettwanzen als Reisemangel, Smartphone in Achterbahn, „Abzocke“ bei Dauerwelle, Mietmangel wegen Marihuana-Rauch, Katzen verkratzen Cabriolet, sehr schwerer Mann fällt bei Party auf Frau – Knie-OP und Arbeitsausfall, „Notdienstabzocke“ – Wucher bei Entfernung von Wespennest, Nachbarin mit dissoziativer Identitätsstörung schreit nachts das Haus zusammen, Arzt verschreibt Massagen – Patient nimmt sie in der Türkei, mangelhafte Waschmaschine privat gekauft, Wettschulden sind Ehrenschulden – oder ob ein Bierdeckel ein Dokument oder eine Urkunde ist, Krankenkasse will Arztkosten des Blindenhundes nicht übernehmen, Mietmangel: Tauben auf Balkon, Altersheim und Erbrecht und Hausverbot, Verkehrssicherungspflicht bei Fußballplatz |
| 43         | 8.01        | 19.02.2020 | 500-Parteien-Hochhaus von Bettwanzen befallen, Koffer verschwindet vor Kreuzfahrt, Schmerzensgeld bei Sturz in Bus, Verschenkte Katzen werden teuer, Reformatio in peius, Schimmel im Mietshaus, Selbstjustiz unter Nachbarn, Einstweilige Verfügung gegen Stalker, Ex-Kollege fährt immer betrunken Auto, Erfolgsprämie für Leiharbeiter, Kontaktloses Bezahlen mit Bankkarte, Überstunden, Langjähriges Verfahren wegen Autounfall, Verletzung beim Kaiserschnitt, Lärmbelästigung durch Schlagermusik |
| 44         | 8.02        | 26.02.2020 | Führerscheinkauf auf Facebook, Auto rast in Ladengeschäft, Unterschlagene Klamotten des Exfreundes, Familienprobleme zwischen Deutschland und Neuseeland, Vogelhäuschen am Küchenfenster, Verderbliche Lebensmittel in Paket, Geschwindigkeitsbeschränkung auf Autobahn übersehen, Mann grabscht Frau an Po – Hund beißt Mann in Hand, Zwillinge bei Geburt in DDR von Mutter getrennt, Falsche Nebenkostenabrechnung, Nachbar füttert Tauben und indirekt Ratten, Haftung der Ehepartner, Aufenthaltsbestimmungsrecht, Untermieter bedrohen Hauptmieter, Umgangsrecht |
| 45         | 8.03        | 04.03.2020 | Geschwindigkeitsübertretung in der Schweiz, Corona, keine Kundentoilette im Supermarkt, Kein Champagner und Kaviar auf First-Class-Flug, Persönlichkeitsverletzung bei Gruppenfoto von Arbeitgeber, Grundschüler zur Schule bringen, Amtsanmaßung wegen Rettungsdienstjacke, Hunde und Vertragsrecht, Kostenloses Taxi, Kein Beischlaf in der Ehe – Härtefallscheidung, Kinderwagen im Hausflur, Lebenslange Freiheitsstrafe, Verweigerung von Personenbeförderg wegen Essen in Tupperware, Strafrechtliches Verfahren, Handel mit Schildkrötenpanzer, Noch nie den Rundfunkbeitrag bezahlt, Vereinsheim in Garage, Sparbuch und Finderlohn, Pfadfinderangelegenheiten |
| 46         | 8.04        | 11.03.2020 | Ausländerrecht, Mobiliarsachenrecht bzgl. Busfahrerjacke, 13-jähriger wird der Brandstiftung verdächtigt, Erhöhtes Beförderungsentgelt bei Jugendlichen, Goldkette gefunden – Finderlohn, Anspruch auf Rollläden, Pfarrer will Nachhilfelehrer aus Gemeinde vertreiben, Führerschein verloren, Ärger im Kindergarten, Halbbruder verliebt sich in Halbschwester (63), Anwaltliche Vertretung vor Gericht, Teleshopping-Topper doch nicht top, Unterbodenbeleuchtung am Auto, Rund um den Hund, Fernseher von Nachbarin läuft 24/7, Kokain für Bruder gekauft – Führerschein weg, Natterhafte Woche |
| 47         | 8.05        | 18.03.2020 | Sauerei im Supermarkt, Abgefahrene Sommerreifen, COVID-19 und der Hundespaziergang, Leichenwagen parkt vor Friedhof und macht Werbung, Rentnerin bei Singlebörse abgezockt, Geruchsbelästigung durch Hühnerfutter des Nachbarn, Autokauf geht schief, Hand verschwindet auf Postweg, Körperverletzung bei Rangelei bei Fußballspiel, Streit mit der Versicherung wegen Pferdetritt, Versorgungsausgleich und Tod, Herausgabeanspruch bei verliehener Bibel, Nachbarin klaut Handy, Rentnerin will Flüchtling adoptieren, Rundfunkbeitrag bei Dauerhotelzimmer, Notwehr mit Pfefferspray, Strafverfahren wegen zerkratztem Auto, Umgangsrecht der Großeltern, Probleme mit Kollegen |

## Einschaltquoten
| Staffel | Folge | Datum              | Zuschauer | Zuschauer       | Marktanteil | Marktanteil     | Quelle |
| Staffel | Folge | Datum              | Gesamt    | 14 bis 49 Jahre | Gesamt      | 14 bis 49 Jahre | Quelle |
| ------- | ----- | ------------------ | --------- | --------------- | ----------- | --------------- | ------ |
| 6       | 6.1   | 13. September 2018 | 0,15 Mio. | 0,04 Mio.       | 0,9 %       | 0,7 %           | [ 17 ] |
| 6       | 6.2   | 20. September 2018 | 0,15 Mio. | 0,04 Mio.       | 0,9 %       | 0,5 %           | [ 17 ] |
| 6       | 6.3   | 27. September 2018 | 0,21 Mio. | 0,08 Mio.       | 1,3 %       | 1,4 %           | [ 17 ] |
| 6       | 6.4   | 4. Oktober 2018    | 0,15 Mio. | 0,05 Mio.       | 0,9 %       | 1,0 %           | [ 17 ] |
| 6       | 6.5   | 11. Oktober 2018   | 0,20 Mio. | 0,05 Mio.       | 1,2 %       | 0,9 %           | [ 17 ] |
| 7       | 7.1   | 26. Juni 2019      | 0,26 Mio. | 0,07 Mio.       | 1,6 %       | 1,3 %           | [ 18 ] |
| 7       | 7.2   | 3. Juli 2019       | 0,26 Mio. | 0,06 Mio.       | 1,5 %       | 1,0 %           | [ 18 ] |
| 7       | 7.3   | 10. Juli 2019      | 0,24 Mio. | 0,06 Mio.       | 1,5 %       | 1,1 %           | [ 18 ] |
| 7       | 7.4   | 17. Juli 2019      | 0,28 Mio. | 0,09 Mio.       | 1,8 %       | 1,8 %           | [ 18 ] |
| 7       | 7.5   | 24. Juli 2019      | 0,27 Mio. | 0,06 Mio.       | 1,8 %       | 1,3 %           | [ 18 ] |
| 7       | 7.6   | 31. Juli 2019      | 0,26 Mio. | 0,07 Mio.       | 1,6 %       | 1,3 %           | [ 18 ] |

## Sonstiges
- Seit dem 25. November 2015 versuchte Lenßen, der Anruferin Damla aus München zu helfen. Sie litt unter Rückenschmerzen wegen ihrer zu großen Brüste und wünschte sich eine Brustverkleinerung. Die Krankenversicherung hatte die Übernahme der Kosten abgelehnt. Durch den Rat von Ingo Lenßen hatte Damla einen neuen Antrag gestellt, dieser wurde erneut abgelehnt mit der Begründung, die Rückenschmerzen haben nichts mit den Brüsten zu tun. Lenßen hat sich daraufhin bereiterklärt mit der Krankenkasse selbst Kontakt aufzunehmen. Die AOK erklärte ihm, sie solle eine Klage zum Sozialgericht erheben. Lenßen sah diesen Weg aus Zeitgründen für nicht richtig und rief in seiner Live-Sendung am 15. Mai 2016 dazu auf, dass sich Schönheitschirurgen per E-Mail melden sollen.[19]
- Es gibt ähnlich wie zur Sendung Domian ein sog. Webbingo[20], das von Fans betrieben wird. In den aktuellen Staffeln bietet der Sender inzwischen offiziell ein „Lenßen Bingo“ auf seiner Webseite zum Download an.[21] Es funktioniert wie gewöhnliches Bingo: Twitter-User können zum Spaß während der Folge bekannte und beliebte Floskeln oder Tätigkeiten rund um die Sendung ankreuzen, um somit ein Bingo zu erhalten.